# Alamy
Alamy is een Brits bedrijf dat in 1999 werd opgericht. Het richt zich op stockfotografie en het onder licentie vrijgegeven van beeld- en videomateriaal. In 2020 bestond de collectie uit ruim 200 miljoen bestanden.

## Beschrijving

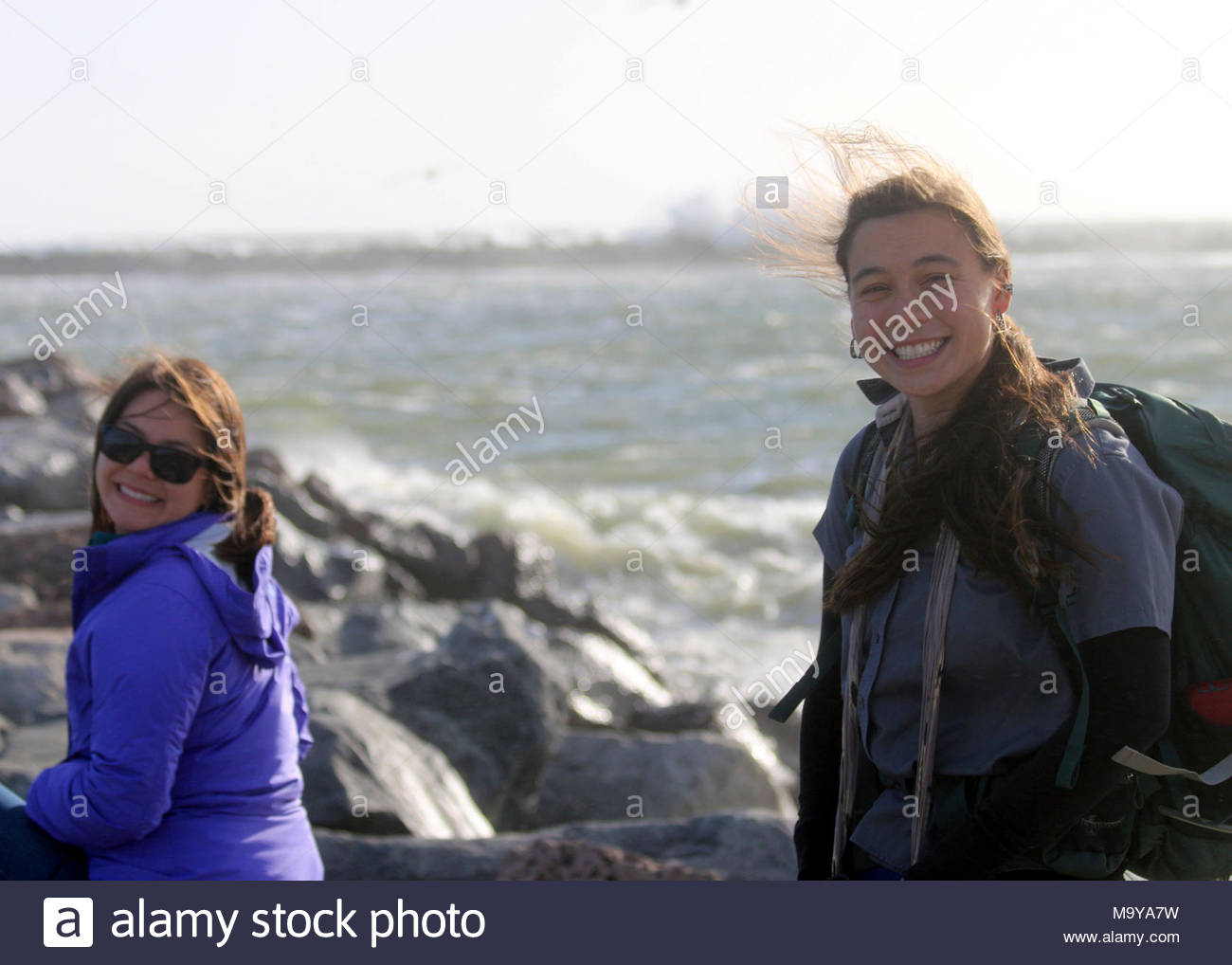
Een stockfoto van Alamy met een watermerk.

Alamy werd op 15 september 1999 opgericht door Mike Fischer en James West in Abingdon (Oxfordshire). Het fotobureau bood in 2004 een miljoen digitale afbeeldingen. Dit aantal was gegroeid naar ruim 10 miljoen afbeeldingen in 2007. Het ging vanaf 2012 live-videobeelden accepteren vanaf smartphones, waarmee de verzameling steeg naar 25 miljoen.
Op 11 februari 2020 werd Alamy overgenomen door PA Media. Bij de overname werden geen bedragen genoemd.

## Trivia
- Gemiddeld worden maandelijks ruim drie miljoen foto's aan Alamy's platform toegevoegd.